# Blakeney Red (pera)
 'Blakeney Red' es un cultivar antiguo de pera europea Pyrus communis. Una variedad de pera antigua de parentales desconocidos. Esta pera tiene su origen en la campiña inglesa y es una de las peras más utilizadas en la elaboración del Perry. Las frutas son descritas como muy buenas.

## Sinonimia
- "Blakeney",
- "Circus",
- "Circus Pear",
- "Painted Lady",
- "Painted Pear",
- "Red Pear".[4]

## Origen
Se cree que se originó en el pueblo de Blakeney, Gloucestershire, alrededor del siglo XVIII. Se hizo muy conocido en la década de 1830 cuando se plantó ampliamente, particularmente en el oeste y suroeste de Gloucestershire.
'Blakeney Red' está cultivada en diversos bancos de germoplasma de cultivos vivos tales como en National Fruit Collection (Colección Nacional de Fruta) de Reino Unido con el número de accesión: 2002-026 y Nombre Accesión : Blakeney Red.

## Características
'Blakeney Red' árbol de extensión erguida, de vigor moderadamente vigoroso. Tiene un tiempo de floración que comienza a partir del 17 de abril con el 10% de floración, para el 21 de abril tiene una floración completa (80%), y para el 28 de abril tiene un 90% caída de pétalos. Tiene una abundante producción de frutas.
'Blakeney Red' tiene una talla de fruto medio; forma piriforme, con un peso promedio de 122,00 g; con nervaduras débiles; epidermis con color de fondo verde amarillento a amarillo, con un sobre color rojo a naranja, importancia del sobre color bajo a medio, y patrón del sobre color chapa / rayado, presentando un lavado rojo anaranjado que cubre las dos cuartas partes de la superficie, las lenticelas blanquecinas son abundantes, aunque apenas visibles en el lado sombreado, "russeting" (pardeamiento áspero superficial que presentan algunas variedades) bajo / muy bajo (1-25%); cáliz medio y abierto, ubicado en una cuenca de profundidad media; ojo abierto; pedúnculo de una longitud de largo-muy largo, con un ángulo recto, con una curva muy débil, y un grosor medio; carne de color amarillo verdoso. Es suculenta y se derrite en la boca.
El "russeting" (pardeamiento áspero superficial que presentan algunas variedades), es más o menos importante dependiendo de las condiciones climáticas.
Su tiempo de recogida de cosecha se inicia a finales de septiembre. Hace una perada de sabor medio ácido / tanino.

## Cultivo
Para injertar los perales, uno puede usar como portainjerto un membrillo de Provenza.
La producción se verá favorecida por la presencia de variedades polinizadoras como las peras: 'Pear Beth', 'Conference', 'Doyenné du Comice', 'Fondante d'Automne', 'Josephine de Malines', 'Louise Bonne of Jersey', 'Merton Pride', y 'Winter Nelis'.